# Mitsubishi Space Runner

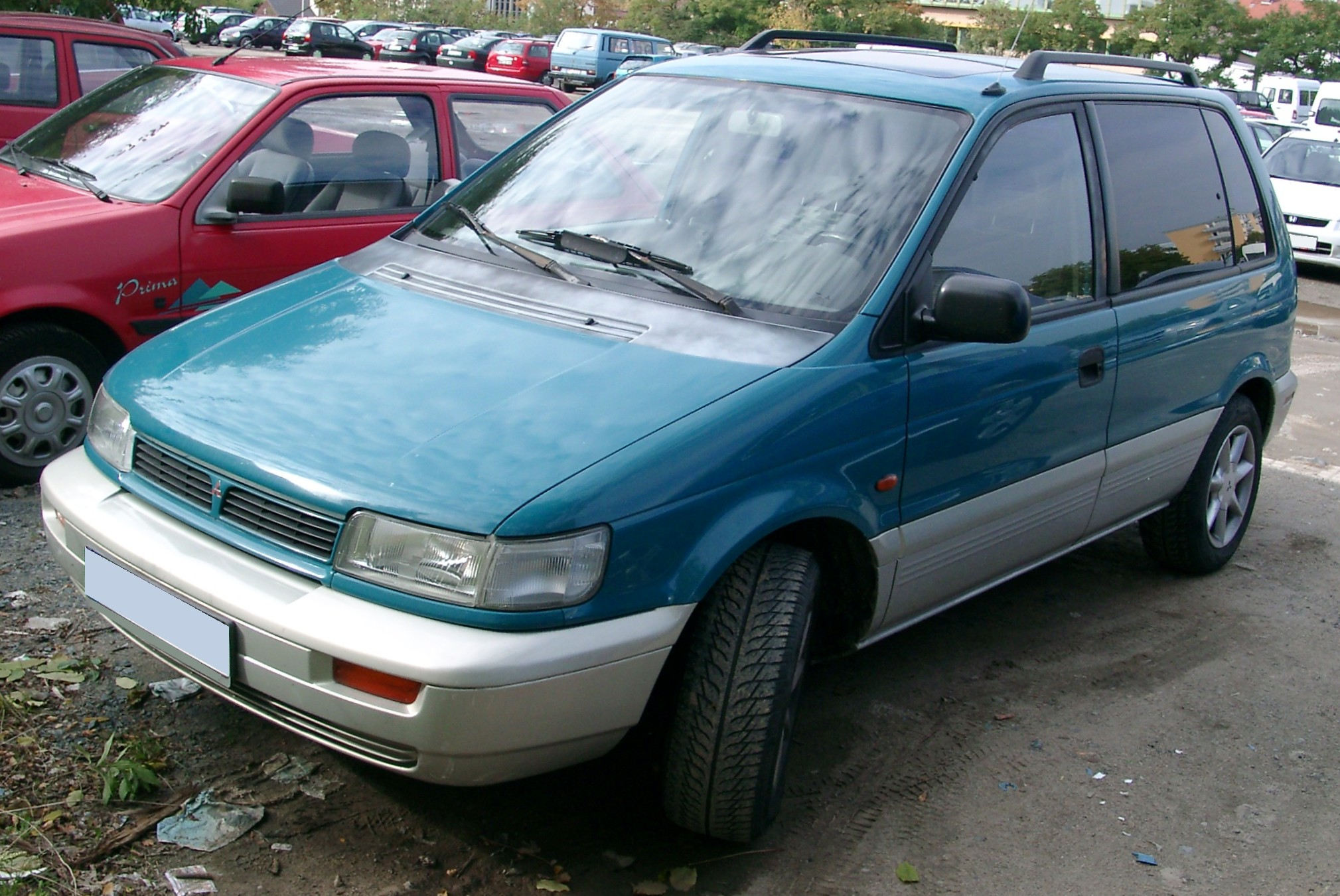
Mitsubishi Space Runner.

Mitsubishi Space Runner är en mini-MPV som presenterades 1991. 
Modellen fanns endast i ett utförande med en högbyggd kombikaross med 4-5 dörrar, varav de bakre var skjutdörrar. Modellen hade fem sittplatser och fanns med sex olika motorer på mellan 1,8 och 2,4 liters slagvolym. Den erbjöds både som fram- och fyrhjulsdriven. 
I Sverige blev modellen populär, särskilt hos Posten där den i stor utsträckning användes som distributionsbil under hela 1990-talet. Posten valde dock vid upphandlingen att köpa den vanliga högerstyrda modellen som såldes t.ex. i Storbritannien i stället för att beställa en anpassad modell för postutdelning. Det innebar att skjutdörren till baksätet hamnade på vänster sida, vilket var opraktiskt när man skulle lasta över post mellan fram- och baksäte. Senare blev de flesta av dessa ersatta av Renault Kangoo. Space Runner ersattes år 2000 av den något mindre Space Star. 

## Även såld som
- Mitsubishi RVR (Asien)
- Mitsubishi Expo LRV (USA)
- Dodge Colt Vista (Nordamerika)
- Plymouth Colt Vista (Nordamerika)
- Eagle Summit (Nordamerika)